# Équipe de Gambie de football à la Coupe d'Afrique des nations 2023
L’équipe de Gambie de football participe à la Coupe d'Afrique des nations 2023 organisée en Côte d'Ivoire du 13 janvier au 11 février 2024. Il s'agit de la deuxième participation des Scorpions, emmenés par Tom Saintfiet. Elle est éliminée au premier tour après trois défaites en trois matchs.

## Qualifications

### Tour préliminaire
En raison de son faible classement Fifa, la Gambie est la seule équipe s'être qualifiée pour la Coupe d'Afrique des Nations tout en étant passée par le tour préliminaire des éliminatoires. La Gambie dispute le premier tour de qualification face au Tchad. Elle se qualifie après une victoire et un match nul.
| 23 mars 2022 | Tchad | 0 - 1   | Gambie              |                               |                               |
| 17:00 UTC+1  |       | (0 - 0) | 26e (pen.) Trawally | Stade Ahmadou-Ahidjo, Yaoundé | Stade Ahmadou-Ahidjo, Yaoundé |

| 29 mars 2022 | Gambie           | 2 - 2   | Tchad                                 |                     |                     |
| 17:00 UTC±0  | Ceesay 30e 90+2e | (1 - 1) | 28e Abderamane · 48e (pen.) Ndouassel | Stade Adrar, Agadir | Stade Adrar, Agadir |

### Second tour
| Rang | Équipe        | Pts | J | G | N | P | Bp | Bc | Diff |  | Résultats (▼ dom., ► ext.) |     |     |     |     |
| ---- | ------------- | --- | - | - | - | - | -- | -- | ---- |  | -------------------------- | --- | --- | --- | --- |
| 1    | Mali          | 15  | 6 | 5 | 0 | 1 | 15 | 2  | +13  |  | Mali                       |     | 2-0 | 4-0 | 4-0 |
| 2    | Gambie        | 10  | 6 | 3 | 1 | 2 | 7  | 7  | 0    |  | Gambie                     | 1-0 |     | 2-2 | 1-0 |
| 3    | Congo         | 7   | 6 | 2 | 1 | 3 | 5  | 10 | -5   |  | Congo                      | 0-2 | 1-0 |     | 1-2 |
| 4    | Soudan du Sud | 3   | 6 | 1 | 0 | 5 | 5  | 13 | -8   |  | Soudan du Sud              | 1-3 | 2-3 | 0-1 |     |

| 1re journée             | Gambie       | 1 - 0                        | Soudan du Sud |                                                 |                                                 |
| 4 juin 2022 16:00 UTC±0 | Jallow 45+4e | (1 - 0)                      |               | Stade Lat-Dior, Thiès Arbitrage : Jean Ouattara | Stade Lat-Dior, Thiès Arbitrage : Jean Ouattara |
| 4 juin 2022 16:00 UTC±0 |              | 45e Gama · 90+1e Manese (en) |               | Stade Lat-Dior, Thiès Arbitrage : Jean Ouattara | Stade Lat-Dior, Thiès Arbitrage : Jean Ouattara |

| 2e journée              | Congo                              | 1 - 0   | Gambie                              |                                                                        |                                                                        |
| 8 juin 2022 17:00 UTC+1 | Makoumbou 74e                      | (0 - 0) |                                     | Stade Alphonse-Massamba-Débat, Brazzaville Arbitrage : André Kolissala | Stade Alphonse-Massamba-Débat, Brazzaville Arbitrage : André Kolissala |
| 8 juin 2022 17:00 UTC+1 | Ovouka (en) 5e · Ndzila (en) 90+3e |         | 44e Darboe · 53e Gomez · 71e Ceesay | Stade Alphonse-Massamba-Débat, Brazzaville Arbitrage : André Kolissala | Stade Alphonse-Massamba-Débat, Brazzaville Arbitrage : André Kolissala |

| 3e journée               | Mali                             | 2 - 0   | Gambie     |                                                    |                                                    |
| 24 mars 2023 19:00 UTC±0 | Doumbia 3e · Traoré 90+5e (pen.) | (1 - 0) |            | Stade du 26-Mars, Bamako Arbitrage : Jean Ouattara | Stade du 26-Mars, Bamako Arbitrage : Jean Ouattara |
| 24 mars 2023 19:00 UTC±0 | Koïta 34e · Kouyaté 76e          |         | 82e Manneh | Stade du 26-Mars, Bamako Arbitrage : Jean Ouattara | Stade du 26-Mars, Bamako Arbitrage : Jean Ouattara |

| 4e journée               | Gambie     | 1 - 0   | Mali           |                                                                   |                                                                   |
| 28 mars 2023 16:00 UTC±0 | Colley 79e | (0 - 0) |                | Stade Mohammed-V, Casablanca Arbitrage : Kouassi Attisso Attiogbe | Stade Mohammed-V, Casablanca Arbitrage : Kouassi Attisso Attiogbe |
| 28 mars 2023 16:00 UTC±0 | Manneh 53e |         | 47e Samassékou | Stade Mohammed-V, Casablanca Arbitrage : Kouassi Attisso Attiogbe | Stade Mohammed-V, Casablanca Arbitrage : Kouassi Attisso Attiogbe |

| 5e journée               | Soudan du Sud                                    | 2 - 3   | Gambie                                     |                                                  |                                                  |
| 14 juin 2023 15:00 UTC+2 | Yuel 21e · Chol 90+1e                            | (1 - 1) | 4e (csc) Angier · 62e Jallow · 90+6e Barry | Stade de Suez, Ismaïlia Arbitrage : Dahane Beida | Stade de Suez, Ismaïlia Arbitrage : Dahane Beida |
| 14 juin 2023 15:00 UTC+2 | Manese (en) 24e · Lazarus 89e · Maker (en) 90+5e |         | 90+5e Jallow                               | Stade de Suez, Ismaïlia Arbitrage : Dahane Beida | Stade de Suez, Ismaïlia Arbitrage : Dahane Beida |

| 6e journée                    | Gambie                    | 2 - 2   | Congo                               |                                                                             |                                                                             |
| 10 septembre 2023 20:00 UTC+1 | Minteh 79e · Badamosi 90e | (0 - 2) | 30e Makouta · 45+1e (pen.) Ganvoula | Grand stade de Marrakech, Marrakech Arbitrage : Mohamed Maarouf Eid Mansour | Grand stade de Marrakech, Marrakech Arbitrage : Mohamed Maarouf Eid Mansour |

## Préparation
La Gambie effectue un stage de préparation en Arabie saoudite du 27 décembre 2023 au 5 janvier 2024, avec un groupe élargi de 43 joueurs, avant l'annonce de la liste finale. Un match amical de préparation était prévu face au Maroc le 7 janvier, mais il est annulé quelques jours avant.
Le dernier entraînement prévu sur le sol national, le 9 janvier, est annulé en raison d'une grève des joueurs qui réclament une prime plus importante pour leur qualification à la compétition. Le gouvernement gambien cède à leurs exigences.
Le voyage vers la Côte d'Ivoire prévu le 10 janvier est perturbé par une panne d'oxygène provoquant l'évanouissement d'une partie des passagers et obligeant l'avion à atterrir d'urgence 9 minutes après avoir décollé. L'équipe arrive finalement à destination le lendemain, quatre jours avant son premier match.

## Compétition

### Tirage au sort
Le tirage au sort de la CAN 2023 est effectué le 12 octobre 2023 au Parc des expositions d’Abidjan. La Gambie, 23e nation africaine au classement FIFA (118e), est placée dans le chapeau 4. Le tirage place les Scorpions dans le groupe C, avec le Sénégal (chapeau 1, 20e), le Cameroun (chapeau 2, 41e au classement FIFA) et la Guinée (chapeau 3, 81e). Cette poule, regroupant notamment le tenant du titre et un quintuple vainqueur de la compétition, est qualifiée de « groupe de la mort » par certains observateurs.

### Premier tour
| Rang | Équipe   | Pts | J | G | N | P | Bp | Bc | Diff |
| ---- | -------- | --- | - | - | - | - | -- | -- | ---- |
| 1    | Sénégal  | 9   | 3 | 3 | 0 | 0 | 8  | 1  | +7   |
| 2    | Cameroun | 4   | 3 | 1 | 1 | 1 | 5  | 6  | -1   |
| 3    | Guinée   | 4   | 3 | 1 | 1 | 1 | 2  | 3  | -1   |
| 4    | Gambie   | 0   | 3 | 0 | 0 | 3 | 2  | 7  | -5   |

| 1re journée           | Sénégal                      | 3 - 0   | Gambie      | Stade de Charles-Konan-Banny, Yamoussoukro |                            |
| 15 janvier 2024 14h00 | P. Gueye 4e · Camara 52e 86e | (1 - 0) |             | Arbitrage : Rédouane Jiyed                 | Arbitrage : Rédouane Jiyed |
| 15 janvier 2024 14h00 | Diallo 09e · Camara 90e      |         | 45+4e Adams | Arbitrage : Rédouane Jiyed                 | Arbitrage : Rédouane Jiyed |

| 2e journée            | Guinée                         | 1 - 0   | Gambie                  | Stade Charles-Konan-Banny, Yamoussoukro |                                      |
| 19 janvier 2024 20h00 | A Camara 69e                   | (0 - 0) |                         | Arbitrage : Abdoul Aziz Mohamed Bouh    | Arbitrage : Abdoul Aziz Mohamed Bouh |
| 19 janvier 2024 20h00 | I Diakité 19e · J Jeanvier 89e |         | 10e Barrow · 64e A Sowe | Arbitrage : Abdoul Aziz Mohamed Bouh    | Arbitrage : Abdoul Aziz Mohamed Bouh |

| 3e journée            | Gambie                                             | 2 - 3   | Cameroun                                       | Stade de Bouaké, Bouaké           |                                   |
| 23 janvier 2024 17h00 | Jallow 72e · Colley 85e                            | (0 - 0) | 56e Toko-Ekambi · 87e (csc) Gomez · 90+1e Wooh | Arbitrage : Bamlak Tessema Weyesa | Arbitrage : Bamlak Tessema Weyesa |
| 23 janvier 2024 17h00 | Jallow 77e · Janko 86e · Fadera 89e · Sanneh 90+6e | Rapport |                                                | Arbitrage : Bamlak Tessema Weyesa | Arbitrage : Bamlak Tessema Weyesa |

### Statistiques

#### Buteurs
| Buts | Joueurs       | Adversaires  |
| ---- | ------------- | ------------ |
| 1    | Ebrima Colley | Cameroun (1) |
| 1    | Ablie Jallow  | Cameroun (1) |